# DK King of Swing
DK: King of Swing (ぶらぶらドンキー?, Burabura Donkī) è un videogioco del 2005 della serie di Donkey Kong, sviluppato da Paon e pubblicato da Nintendo per la piattaforma Game Boy Advance.

## Modalità di gioco
Il gameplay si basa principalmente sull'uso dei tasti dorsali L e R, che controllano rispettivamente la mano sinistra e la mano destra del personaggio scelto dal giocatore. Tenendo premuto il pulsante, il pugno del personaggio si chiuderà afferrando qualsiasi cosa rientri nel suo raggio d'azione. Pioli e tavolette sono posizionati in tutto l'ambiente affinché i personaggi possano afferrarli e arrampicarsi per attraversare l'ambiente circostante; a seconda della mano, afferrare un piolo farà ruotare il personaggio in senso orario o antiorario, e il giocatore dovrà usare lo slancio rotante per spingerlo in aria.
Sia i pulsanti che la croce direzionale possono essere utilizzati per influenzare il movimento orizzontale del personaggio mentre è in volo o a terra. Premere entrambi i pulsanti contemporaneamente farà saltare il personaggio, mentre tenerli premuti farà accumulare energia che potrà essere usata per attaccare i nemici o attraversare le distanze maggiori. Il personaggio può anche eseguire altri compiti in combinazione con il loro slancio rotante, come girare le manovelle, tirare le leve e lanciare sassi contro nemici lontani.
È disponibile in quattro lingue: francese, inglese, tedesco e italiano.

### ModalitàAvventura
Sull'Isola Kong, nel giorno precedente all'inaugurazione delle Forestiadi (una serie di tornei che si svolgono su dei muri di arrampicata e il cui vincitore sarà chiamato Eroe della Giungla), King K. Rool ruba il barile che contiene le 24 medaglie e si autoproclama Eroe della Giungla. Ciò spinge Donkey Kong, su sollecitazione del nonno Cranky Kong, a inseguirlo per recuperare il maltolto.
Il giocatore quindi controlla Donkey Kong mentre viaggia attraverso cinque aree, ciascuna composta da quattro livelli e una battaglia finale contro un boss. Sparse in ogni livello ci sono le banane (cumulabili al massimo in 300), che possono essere spese per recuperare la barra della salute, composta da tre cuori (10 banane per un cuore), o ottenere l'invincibilità temporanea (20 banane per una Banasprint). Inoltre, in ogni livello è nascosto un Cristallo di Cocco, per un totale di 20 Cristalli di Cocco utilizzabili per sbloccare contenuti bonus.
Completare il gioco ottenendo tutte le medaglie sbloccherà la Modalità Diddy (una versione più difficile in cui il giocatore controlla Diddy Kong, non ci sono banane né Cristalli di Cocco) e la modalità Forestiadi.

### ModalitàForestiadi
Il giocatore può partecipare a eventi competitivi a quattro giocatori contro avversari controllati dal computer, o fino a tre altri giocatori tramite l'uso di un cavo Game Link. Esistono cinque tipi di eventi: due basati sulla corsa, due basati sulla battaglia e uno basato sulla conquista del territorio su un tabellone. I giocatori ricevono medaglie di bronzo, argento o oro per aver sconfitto avversari CPU in eventi per giocatore singolo, con eventi aggiuntivi sbloccati man mano che il giocatore guadagna medaglie nella modalità Avventura.
I personaggi giocabili nell'impostazione predefinita sono Donkey Kong, Diddy Kong, Dixie Kong e Funky Kong, mentre ottenere oggetti da collezione nella modalità Avventura e le medaglie d'oro alle Forestiadi consente di sbloccare Wrinkly Kong, Kritter e King K. Rool, oltre a Bubbles da Clu Clu Land.

## Aree e livelli
1) Giungla
- Capanna Banana
- Caverna Trabocchetto
- Cime Tropicali
- Piramide Enigma
- Castello di Congazuma

2) Desertolandia
- Canyon Necky
- Spine Assassine
- Ciclone Mascalzone
- Miniera Oscura
- Necky Infernale

3) Idrolandia
- Barriera Dentiera
- Cascate Spietate
- Kampo Kremling
- Vascello Pipistrello
- Fossa di Ossa

4) Ghiacciolandia
- Foresta Polare
- Gola Ghiacciata
- Rocca Sommersa
- Reggia Gelida
- Covo dello Yeti

5) Korazzata K. III
- Barili a Reazione
- Kannoni Korazzata K. III
- Skafo Korazzata K. III
- Motore Korazzata K. III
- King K. Rool

## Accoglienza
| Testata                               | Giudizio |
| ------------------------------------- | -------- |
| Metacritic (media al 21 ottobre 2021) | 70/100   |
| 1UP.com                               | B        |
| Cubed3                                | 8/10     |
| Everyeye.it                           | 7/10     |
| Gamekult                              | 6/10     |
| GameFAQs                              | 3,6/5    |
| GameSpot                              | 7,3/10   |
| IGN                                   | 7,8/10   |
| Jeuxvideo.com                         | 14/20    |
| Nintendo World Report                 | 9,5/10   |
| SpazioGames                           | 7,2/10   |

Il gioco ha ottenuto recensioni perlopiù contrastanti.
(Alexd3, SpazioGames, 11 marzo 2005)
(Fabio Palmisano, Multiplayer.it, 4 febbraio 2005)

## Sequel
Un seguito intitolato Donkey Kong: Jungle Climber è stato distribuito nel 2007 per Nintendo DS. Ha ricevuto recensioni favorevoli ed è stato generalmente considerato migliore rispetto al predecessore.

## Ripubblicazione
DK: King of Swing è stato ripubblicato sul Nintendo eShop per la Virtual Console della Wii U, in Giappone e Nord America nel novembre 2014, mentre in Europa e in Australia nel gennaio 2015. Il gioco può essere controllato con il Wii U GamePad, il Wii U Pro Controller, il Wii Remote e il Wii Classic Controller Pro.